# Siyabuswa
Siyabuswa (Alternativschreibung Siyabushwa) ist eine Stadt in der Gemeinde Dr JS Moroka, Distrikt Nkangala, Provinz Mpumalanga in Südafrika. Sie ist Verwaltungssitz der Gemeinde.

## Bevölkerung
2011 hatte Siyabuswa 36.882 Einwohner.
| Jahr              | Einwohner |
| ----------------- | --------- |
| 1985 (Zensus)     | 19.464    |
| 1991 (Zensus)     | 31.193    |
| 1996 (Zensus)     | 29.811    |
| 2006 (Berechnung) | 26.421    |
| 2011 (Zensus)     | 36.882    |

## Geschichte
Siyabuswa wurde zu Beginn der 1970er Jahre etwa zehn Kilometer östlich von Marble Hall als Township gegründet. Sie war von 1981 bis 1986 Hauptstadt des 1994 aufgelösten Homelands KwaNdebele.